# Gąska kroplistobrzega

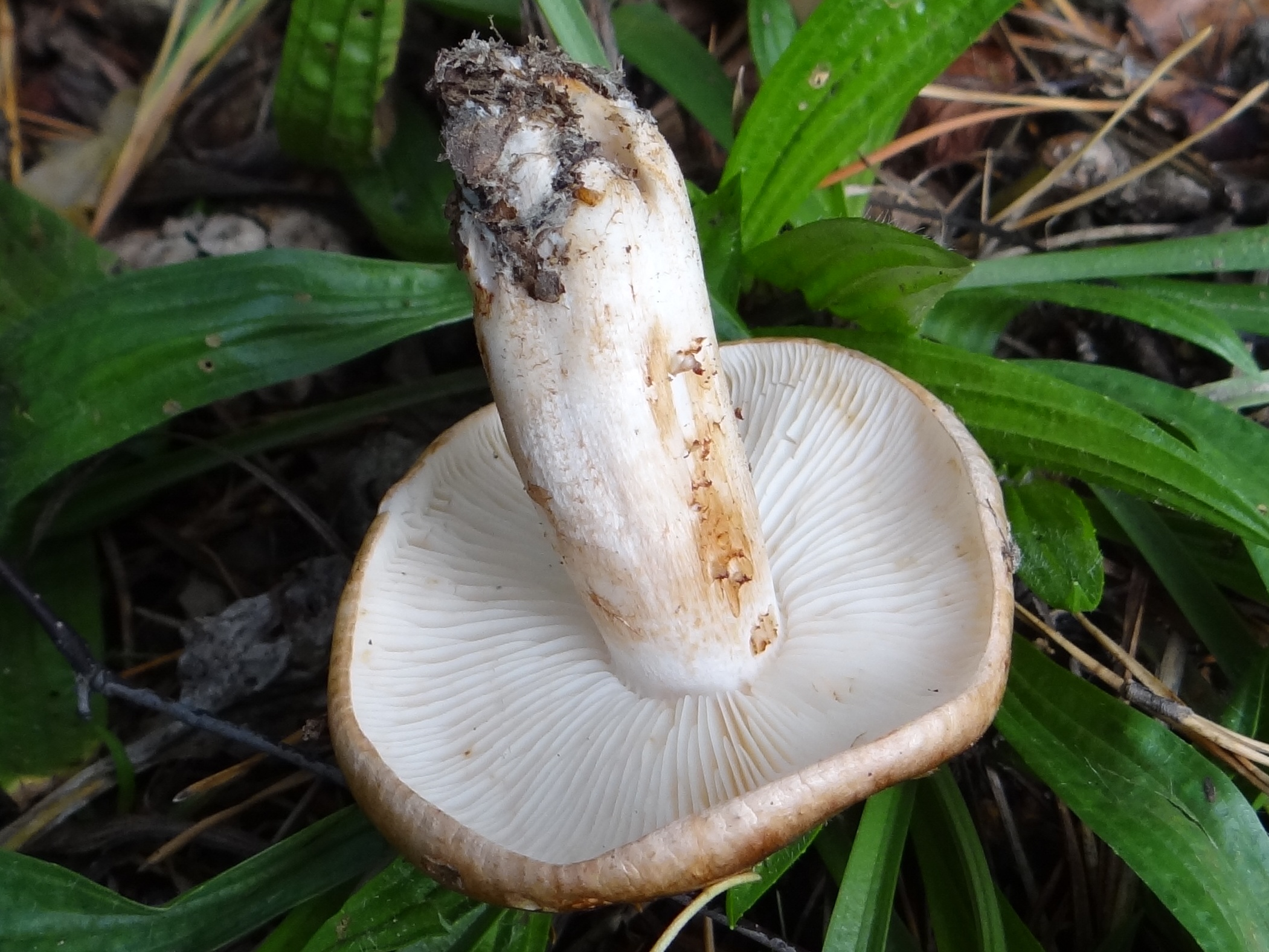

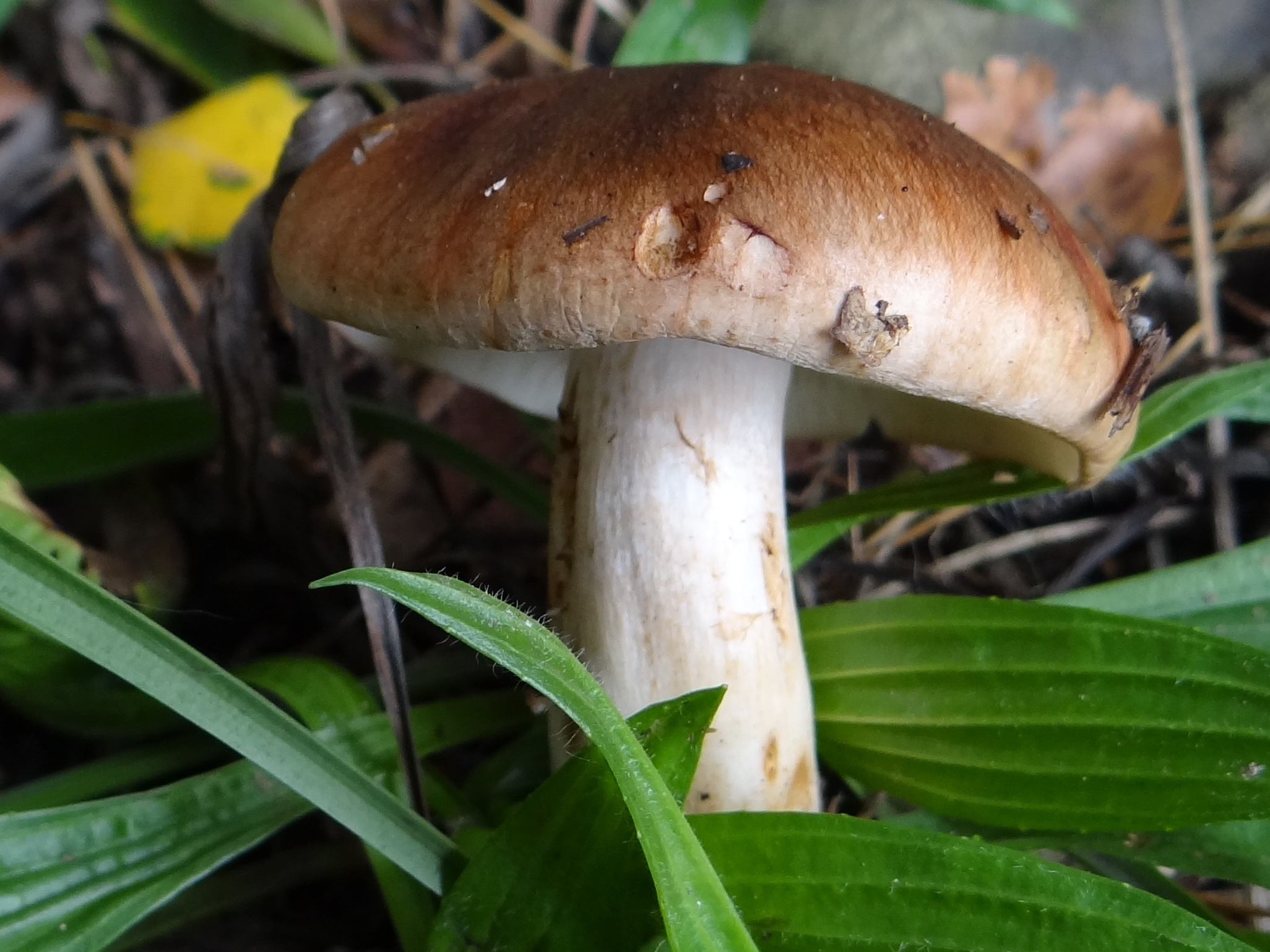

Gąska kroplistobrzega (Tricholoma pessundatum (Fr.) Quél.) – gatunek grzybów należący do rodziny gąskowatych (Tricholomataceae).

## Systematyka i nazewnictwo
Pozycja w klasyfikacji według Index Fungorum: Tricholoma, Tricholomataceae, Agaricales, Agaricomycetidae, Agaricomycetes, Agaricomycotina, Basidiomycota, Fungi.
Po raz pierwszy takson ten zdiagnozował w 1821 r. Elias Fries nadając mu nazwę Agaricus pessundatus. Obecną, uznaną przez Index Fungorum nazwę nadał mu w 1872 r. Lucien Quélet, przenosząc go do rodzaju Tricholoma.
Niektóre synonimy naukowe:

- Agaricus pessundatus Fr. 1821
- Gyrophila equestris var. pessundata (Fr.) Quél. 1886
- Gyrophila pessundata (Fr.) Quél. 1888
- Tricholoma pessundatum var. amarescens Naveau 1923
- Tricholoma pessundatum var. campestre Gillet 1874
- Tricholoma pessundatum var. montanum Gillet 1874
- Tricholoma pessundatum var. montanum (Fr.) Pilát 1959
- Tricholoma pessundatum (Fr.) Quél., 1872, var. pessundatum

Nazwę polską zaproponował Władysław Wojewoda w 2003 r.

## Morfologia
Kapelusz
Średnica 6–12 cm, kształt początkowo półkulisty, później wypukły, a nawet płaski. Dojrzałe okazy czasami mają niewyraźny garb, czasami są wklęsłe. U młodych okazów brzeg podwinięty, u starszych wyprostowany, czasami powyginany i żeberkowany. Powierzchnia gładka, wilgotna, nieco lepka i śliska. Ma barwę brązową, czerwonobrązową, lub żółtawobrązową. Brzeg nieco jaśniejszy. Czasami występują na powierzchni ciemniejsze, pomarańczowobrązowe plamki.
Blaszki
Gęste, szerokie, przy trzonie wykrojone ząbkiem. Oprócz pełnych blaszek występują także międzyblaszki. Początkowo są białe, u starszych owocników ciemnieją i mają barwę od kremowej do jasnobrązowej. Po uciśnięciu ciemnieją. Ostrza blaszek o tej samej barwie co blaszki. U starszych okazów na blaszkach pojawiają się rdzawe plamy.
Trzon
Wysokość 3–7 cm, grubość 1–2 cm. Walcowaty, często wygięty. U młodych okazów twardy i pełny, u starszych komorowaty. Powierzchnia gładka lub nieco włókienkowata, barwy białej, ku podstawie ciemniejsza – rdzawobrązowa. Na szczycie trzonu brak jaśniejszej strefy. Podstawa obrośnięta białą grzybnią.
Miąższ
Biały, tylko w podstawie trzonu i pod skórka kapelusza czasami jasnobrązowy. Jest zwarty i mięsisty, po uszkodzeniu nie zmienia barwy. Ma mączysty zapach i gorzkawy smak.
Cechy mikroskopowe
Zarodniki eliptyczne, gładkie, nieamyloidalne, o rozmiarach 5–8 × 3-5 µm. Pleurocystyd i cheilocystyd brak. Strzępki w skórce cylindryczne, o szerokości 4–7 µm, często inkrustowane. Brak sprzążek.

## Występowanie i siedlisko
Podano występowanie tego gatunku w Ameryce Północnej, Europie, Azji i na Nowej Zelandii. W Polsce gatunek rzadki. Znajduje się na Czerwonej liście roślin i grzybów Polski. Ma status R – potencjalnie zagrożony z powodu ograniczonego zasięgu geograficznego i małych obszarów siedliskowych. Znajduje się na listach gatunków zagrożonych także w Belgii, Niemczech, Anglii, Holandii.
Rośnie na ziemi w lasach iglastych, głównie w towarzystwie sosny, ale czasami także w sąsiedztwie świerków, i jodeł. Preferuje siedliska suche. Pojawia się od sierpnia do października.

## Znaczenie
Grzyb mikoryzowy. W Europie uważany jest za grzyb trujący, w Hongkongu jednak jest grzybem jadalnym. Zapewne przed spożyciem musi być w jakiś szczególny sposób przygotowana, gdyż normalnie jej spożycie powoduje wymioty, biegunkę i osłabienie trwające do trzech dni.

## Gatunki podobne
Wśród gąsek o brązowym ubarwieniu jest wiele podobnych gatunków, m.in:
- gąska żółtobrunatna (Tricholoma fulvum) o blaszkach żółtawych,
- gąska bukowa (Tricholoma ustale), o kapeluszu gładkim i błyszczącym a blaszkach rdzawych,
- gąska gorzka (Tricholoma stans), która ma na trzonie pod kapeluszem wyraźną strefę pierścieniową.